# Нидерстауфенбах
Нидерстауфенбах (њем. Niederstaufenbach) општина је у њемачкој савезној држави Рајна-Палатинат. Једно је од 98 општинских средишта округа Кузел. Према процјени из 2010. у општини је живјело 271 становника. Посједује регионалну шифру (AGS) 7336068.

## Географски и демографски подаци
Нидерстауфенбах се налази у савезној држави Рајна-Палатинат у округу Кузел. Општина се налази на надморској висини од 240 метара. Површина општине износи 2,0 km². У самом мјесту је, према процјени из 2010. године, живјело 271 становника. Просјечна густина становништва износи 135 становника/km².

## Међународна сарадња
| Мјесто | Држава    | Врста сарадње | Од    |
| ------ | --------- | ------------- | ----- |
|        | Француска | партнерство   | 1978. |
|        | Француска | партнерство   | 1968. |
| Извор  |           |               |       |